# Tuha Gogo
Tuha Gogo is een bestuurslaag in het regentschap Pidie van de provincie Atjeh, Indonesië. Tuha Gogo telt 347 inwoners (volkstelling 2010).